# Oude IJsselstreek
Oude IJsselstreek  è un comune di 39 895 abitanti dei Paesi Bassi, situato nella provincia della Gheldria.

## Storia
Il comune è nato il 1º gennaio 2005 dalla fusione dei comuni di Gendringen e Wisch. Nel comune di Wisch, la frazione di Terborg, una cittadina situata 5 km a sud est di Doetinchem, ha ricevuto lo statuto di città nel 1584.

## Geografia fisica
Il comune è formato da 16 frazioni, 8 provenienti da Gendringen ed altrettante da Wisch.

Dall'ex comune di Gendringen (con capoluogo omonimo):
- Breedenbroek, Etten, Gendringen, Megchelen, Netterden, Ulft, Varsselder e  Voorst[1].

Dall'ex comune di Wisch (con capoluogo Varsseveld):
- Bontebrug, Heelweg-Oost, Heelweg-West, Silvolde, Sinderen, Terborg, Varsseveld e Westendorp.